# أملاح متعادلة
الأملاح المتعادلة، أملاح ناتجة من أحماض قوية وقواعد قوية. يمكن وصفها بأنها تتكون من الأيون الموجب للقاعدة القوية والأيون السالب للحامض القوي.
هذا النوع من الأملاح يعطي محاليل متعادلة وذلك لأن ليس لأيوناتها السالبة ولا الموجبة القدرة على التفاعل مع جزيئات الماء بشكل ملحوظ كما في المعادلة التالية H CL→ H+CL. أي أن CL الناتج هو قاعدة قرينة ضعيفة لا تتفاعل مع الماء.
المثال التالي يوضح أن المحلول المائي المخفف لمركب Na-Cl يتفكك ليكوّن الأيونات الموجبة والسالبة التي تكون منها Na-Cl→Na+Cl وH2O كعامل مساعد فالمحلول المائي لهذا الملح NaCl يحتوي على أربعة أيونات هي H الموجبة وNa الموجبة، OH السالبة وCl السالبة. إن الأيون الموجب للملح كلوريد صوديوم هو Na الموجبة هو عبارة عن حامض ضعيف قرين لا يتفاعل مع الماء بشكل ملحوظ، وكذلك Cl السالبة هي قاعدة قرينة ضعيفة لا تتفاعل مع الماء بشكل ملحوظ. وعلى هذا الأساس يمكن القول بأن المحاليل المائية لأملاح القواعد القوية والحوامض القوية تكون متعادلة لأنه ليس لأي من أيوناتها القابلية على التفاعل مع جزيئات الماء وجعل الاتزان موجود بين أيونات الماء الموجبة والسالبة.